# Anti Pest Club
Anti Pest Club is een Nederlands televisieprogramma dat wordt uitgezonden door de EO op Zapp, NPO 3. Het programma draait om basisscholieren die gepest worden. Het werd tussen 2015 en 2019 jaarlijks uitgezonden ter gelegenheid van de Week tegen Pesten.

## Achtergrond
Op 26 maart 2015 werd in Nederland de wet sociale veiligheid op scholen (antipestwet) aangenomen, die op 1 augustus van datzelfde jaar in werking trad. Deze wet houdt in dat alle scholen wettelijk verplicht zijn maatregelen te nemen tegen pesten. In het kader van deze wet werd de Week tegen Pesten opgezet. Tijdens deze week zond NPO Zapp speciale programma's uit over pesten. Als onderdeel van deze week zond de EO Anti Pest Club uit.

## Het programma
In iedere aflevering staan basisschoolklassen centraal waar gepest wordt. In een poging om dit pestgedrag de kop in te drukken, gaat presentatrice Anne-Mar Zwart in gesprek met de klas om te bedenken wat ze zouden kunnen doen om dit te bewerkstelligen. Ze vormen met elkaar een Anti Pest Club, waarin ze zich actief inzetten om het pesten te stoppen en de onderlinge sfeer te verbeteren.
In 2019 wordt er ter gelegenheid van het eerste lustrum een special uitgezonden waarin wordt teruggeblikt op de vijf uitgezonden seizoenen. Hierin vertellen oud-kandidaten hoe het verder met ze is gegaan na deelname aan de Anti Pest Club.

## Prijzen
Bij De TV-Beelden won Anti Pest Club in maart 2016 de prijs voor het beste jeugdprogramma. Het programma versloeg hiermee de andere twee genomineerden: de Dokter Corrie Show (NTR) en Trollie (KRO-NCRV). In oktober van datzelfde jaar kwam daar nog de Cinekid Kinderkast Publieksprijs bij. Een jaar zonder mijn ouders (ook EO) en Trollie werden hierbij verslagen.
Op 19 september 2017 wint de Anti Pest Club in Berlijn een van de meest prestigieuze televisieprijzen van Europa: de Gouden Roos voor het beste kinder- en jeugdprogramma. De andere genomineerden waren het Duitse Club der roten Bänder, het Zweedse Hashtag en het Engelse Inside My Head: A Newsround Special.
| Jaar | Prijs                               | Status   |
| ---- | ----------------------------------- | -------- |
| 2016 | De TV-Beelden, beste jeugdprogramma | Gewonnen |
| 2016 | Cinekid Kinderkast Non-fictie       | Gewonnen |
| 2017 | Gouden Roos Children and Youth      | Gewonnen |